# 星野仁十郎
星野 仁十郎（ほしの にじゅうろう、1908年（明治41年）3月16日 - 1986年（昭和61年）7月22日）は、日本の政治家、アイスホッケー選手。栃木県（旧）日光市長を務めた。

## 経歴
日光町清滝水沢に生まれる。1942年（昭和12年）5月、日光町議会議員となる。その後、日光町の市制施行に伴い市議会議員となり1969年（昭和44年）7月まで議員を務めた。同年8月23日の日光市長選挙で当選。同月28日から1981年（昭和56年）8月27日まで市長を務めた。
市長在任中には前任者の佐々木耕郎と同様に観光施設の整備などに力を注いだ。さらに、清滝バイパスや霧降高原有料道路の開通など道路を整備することによる観光客増加を図った。また、市立図書館や中央公民館の開館、日光市消防庁舎の完成など市民の生活環境の向上にも努力した。
しかし、1981年8月20日の市長選挙では星野のもとで助役を務めていた斎藤善蔵に敗れ市長を退任した。これより前、1971年（昭和46年）には藍綬褒章を、1972年（昭和47年）には紺綬褒章を受章している。
なお、星野は若い頃に古河電工アイスホッケー部の選手として活躍していた。1932年（昭和7年）のレークプラシッドオリンピックでは日本代表のトレーナーとして参加している。また、1964年（昭和39年）のインスブルックオリンピックではアイスホッケー日本代表の監督を務めた。
1986年（昭和61年）7月22日、死去した。78歳没。正五位勲三等瑞宝章を贈られた。